# Franz Ballerstaedt
Franz Friedrich Ernst Johann Ballerstaedt (* 17. März 1909 in Wismar; † 31. Juli 2001 in Düsseldorf) war ein deutscher Verwaltungsjurist. Er war von 1957 bis 1971 Präsident des Landesrechnungshofes Nordrhein-Westfalen.

## Leben

### Ausbildung
Franz Ballerstaedt wurde als Sohn des Tischlers Ernst (Wilhelm August) Ballerstaedt (1878–1969) und dessen Frau Augusta Margaretha Sophia Friederika, geb. Nürnberg, geboren und am 23. April 1909 in der Wismarer Nikolaikirche getauft. Der Jurist Ernst Ballerstaedt (1910–2001) war sein Bruder.
Ballerstaedt studierte Rechtswissenschaften und wurde 1933 mit einer Arbeit über „Das Verhältnis von Landtag und Regierung in Mecklenburg-Schwerin. Ein Beitrag zur Frage des Länderparlamentarismus“ an der Rechts- und Wirtschaftswissenschaftlichen Fakultät der Universität Rostock zum Dr. jur. promoviert. Im Jahr 1935 bestand er das Assessor-Examen. Er wuchs in einem sozialdemokratischen Elternhaus auf und wurde früh Mitglied der SPD. Zudem engagierte er sich in der sozialistischen Studentenbewegung.

### Laufbahn und Wirken
Franz Ballerstaedt wurde nach dem Studium aufgrund seines sozialdemokratischen Engagements vor 1933 nicht aufgenommen, erlangte allerdings eine Zulassung als Rechtsanwalt in Rostock. Nun trat er zwar nicht der NSDAP, aber dem Nationalsozialistischen Rechtswahrerbund, der Nationalsozialistischen Volkswohlfahrt, dem Opferring der NSDAP und den Förderern des Nationalsozialistischen Fliegerkorps bei.
Mit Beginn des Zweiten Weltkrieges wurde er zur Schutzpolizei Rostock eingezogen und im April 1941 zum Polizeibataillon 310 in den Osteinsatz abkommandiert. Dabei war er als Ordonnanzoffizier des Bataillonsstabes 1942 im belarussischen Kobryn stationiert. Zwischen dem 22. und 26. September 1942 führten Angehörige seines Bataillons eine Massenermordung im polnischen Dorf Borysowka durch. In einem Vorermittlungsverfahren der Staatsanwaltschaft Dortmund verwies Ballerstaedt 1961 hierzu auf seine Abwesenheit im besagten Zeitraum und betonte seine Betroffenheit. Im Januar 1943 wurde er verwundet und kehrte zurück nach Rostock. Anschließend wurde er im April 1944 nach eigenen Angaben gegen seinen Willen als Richter am SS- und Polizeigericht XXIV eingesetzt. Bereits im Dezember 1944 verließ er das Gericht auf eigenen Wunsch und zog wieder nach Rostock.
Nach Ende des Krieges war Ballerstaedt einer der Mitgründer der SPD Rostock. Am 1. August 1945 wurde er zum Ministerialdirektor in Landesverwaltung Mecklenburg-Vorpommern ernannt. Unter anderem leitete er unter dem Ersten Vizepräsidenten Johannes Warnke (KPD) die Abteilung für Allgemeine und Innere Verwaltung sowie zeitweise die Abteilung für Verkehr des Präsidiums. In der Landesverwaltung war er bis zu seiner Flucht in den Westen im September 1948 tätig. Dort trat er zunächst als Referent in den Dienst des Landes Schleswig-Holstein und wechselte im Juli 1949 zum Land Nordrhein-Westfalen. Aufgrund seiner offenkundigen NS-Belastung scheiterte sein Eintritt in das Innenministerium zuerst. Nach einem kurzen Einsatz als Direktor des Verwaltungsgerichtes Arnsberg erfolgte dann allerdings bereits Ende 1949 die Ernennung zum Ministerialrat im Innenministerium. Es folgte 1953 eine Beförderung zum Ministerialdirigenten im Kultusministerium.
Mit Wirkung vom 23. Juli 1957 wurde er zum Präsidenten des Landesrechnungshofes Nordrhein-Westfalen ernannt. Mit Ablauf des 30. Juni 1971 trat er in den Ruhestand ein.
Ballerstaedt war seit 1936 verheiratet mit  Hildegard, geb. Hinnerich (* 1909), einer Kaufmannstochter aus Rostock-Gehlsdorf. Nachträge auf deren Heiratsurkunde nennen zwei Kinder.

## Veröffentlichungen (Auswahl)
- Das Verhältnis von Landtag und Regierung in Mecklenburg-Schwerin: Ein Beitrag zur Frage des Länderparlamentarismus. Dissertation, Rostock 1933.